# Toyota Prius α
Toyota Prius α (яп. プリウスα) — гибридный легковой автомобиль с кузовом универсал, выпускающийся японской фирмой Toyota с 2011 года. Латинское слово prius в названии модели трактуется как первый, изначальный.
В мае 2011 года продажи Prius α начались в Японии. Созданный на базе модели третьего поколения он имел более просторный пятиместный с двумя рядами сидений (ZVW41) или семиместный с тремя рядами (ZVW40) салон. В конце 2011 года пятиместная версия, названная Prius v (versatility, универсальный) поступила в продажу в США, а летом 2012 года семиместный Prius+ начали продавать в Европе.
Из-за низкого спроса, 2017-й стал последним годом продажи модели в США.

## Кузов и оборудование
Хотя автомобиль полностью новый, характерный треугольный силуэт позволял легко опознать его как члена семейства Prius. Всё во внешних формах модели было направлено на повышение аэродинамической эффективности: низко расположенная решётка радиатора, оптимизированный по длине и наклону задний спойлер, специальной формы боковины переднего и заднего бамперов, рассекатели воздуха перед колёсами.
Прочный и жёсткий кузов, выполненный в основном из высокопрочной стали и алюминия, семь подушек безопасности и продвинутые системы помощи водителю (ADAS) позволили модели с честью выдержать тесты на безопасность в соответствии с японским, американскими и австралийским стандартами.
Автомобиль стал на 105 миллиметров длиннее базовой модели Prius, немного шире и выше, а его колёсная база возросла на 80 миллиметров, что позволило разместить в салоне три ряда сидений и семь посадочных мест.
При семиместной компоновке, третий ряд состоял из двух раздельных складных сидений. Во втором ряду три раздельных сиденья могли перемещаться, их спинки наклоняться вперёд-назад и складываться. Спинки передних сидений можно было полностью откинуть, создавая большое пространство для отдыха. Для обеспечения лучшей обзорности каждый последующий ряд сидений был расположен выше предыдущего примерно на 5 сантиметров..
В пятиместном варианте объём багажника составлял 535 литров. При сложенных задних сиденьях он увеличивался до 1070 литров. Кроме того, под полом имелась приличная ёмкость, объём которой определялся тем, оснащен ли автомобиль запасным колесом или комплектом для ремонта шин. В семиместном варианте минимальный объём перевозимого багажа составлял 200 литров, при сложенных сиденьях третьего ряда он увеличивался до 505 литров и достигал максимального значения в 1035 литров при сложенных сиденьях второго ряда.
В салоне сверху передней панели располагался 4,2-дюймовый цветной экран, которой показывал все необходимые данные о движении автомобиля. Отображением информации на нём можно было управлять с помощью кнопок на рулевом колесе, а самое важное проецировалось прямо на ветровое стекло. Ниже, в центре консоли размещался 6,1-дюймовый цветной сенсорный экран на котором схематически показывалась работа гибридной силовой установки, выводились навигационные карты и вид с задней камеры. С его помощью также менялись режимы работы кондиционера и аудиосистемы. Все расположенные вокруг органы управления были разделены на две части: вспомогательные и те, которые управляли движение автомобиля, последние размещались как можно ближе к рулю.
Для обивки кресел можно было заказать искусственную кожу SofTex, которая хорошо противостояла износу и впитыванию пролитых жидкостей, что как раз важно для семейного автомобиля. Этот материал легче натуральной кожи и традиционных её заменителей, а также выделяет значительно меньше летучих органических соединений (VOC).
Заказная панорамная крыша с пластмассовыми окнами была на 40 % легче аналогичной со стёклами. Прозрачный пластик также обеспечивал отличную теплоизоляцию, снижая затраты на обогрев салона. Окошки крыши закрывались шторками с электроприводом и имели предотвращающий защемление пальцев механизм.
Также как и базовая модель, Prius v имел, помимо стандартного, три дополнительных режима движения: POWER, ECO и EV. В режиме POWER увеличивалась отдача силовой установки в среднем диапазоне скоростей, что очень помогало при движении в горах. В ECO-режиме настройки педали газа и климатической установки обеспечивали максимальную экономию топлива. В режиме EV автомобиль двигался с небольшой скоростью только на электротяге и мог проехать примерно два километра. При этом его перемещение было настоль тихим, что специальная система (Vehicle Proximity Notification System) генерировала негромкие звуки для предупреждения пешеходов и велосипедистов.
В конце 2014 года в Японии в продажу поступили немного обновлённые автомобили. Для создания более выразительного образа модели её внешний вид был изменён в стиле последних автомобилей Toyota, а в отделку салона добавлены новые материалы.
Помимо системы удержания полосы движения, появилась система автоматического переключения фар с дальнего на ближний (англ. Automatic beam switching), круиз контроль с радаром, работающим до скорости 60 км/ч и система автоматического торможения, работающая на скорости до 30 км/ч, а также фары с двойными светодиодными лампами для ближнего и дальнего света.
Была модернизирована трансмиссия: она стала тише и теперь обеспечивает более ровный, линейный разгон автомобиля, а гибридная силовая установка получила новые регулировки и стала отвечать требованиям стандарта Евро 6 по токсичности. За счёт иной настройки амортизаторов были улучшены ездовой комфорт и управляемость.

## Гибридный силовой привод
Гибридный силовой привод автомобиля был таким же, как у базовой модели Prius третьего поколения. Он состоял из 1,8-литрового бензинового двигателя внутреннего сгорания, работавшего по циклу Аткинсона и двух синхронных электромоторов переменного тока, соединённых между собой и с двигателем с помощью планетарного редуктора. Электрический ток от тяговой батареи преобразовывался с помощью инвертора.
У Prius α бензиновый двигатель был оборудован более эффективной системой рециркуляции отработавших газов, которая обеспечивала ускоренный его прогрев при запуске в холодную погоду. Для бесперебойной работы тягового электромотора его система охлаждения была переведена с воздушной на жидкостную.
В пятиместном автомобиле такая же, как и у базовой модели никель металл-гидридная высоковольтная батарея размещалась под полом багажника, но воздухозаборники её системы охлаждения были расположены под задними сиденьями.
В семиместном исполнении автомобиль оборудовался более компактной и энергетически эффективной литий-ионной батареей. Малые габариты батареи сделали возможным её размещение спереди, под консолью и между сиденьями водителя и пассажира. 

## Ходовая часть
На автомобиле Prius+ используются такие же, как на базовой модели передняя независимая подвеска типа Макферсон и задняя полунезависимая подвеска со скручивающейся балкой, которые были перенастроены для более комфортабельной езды.
В передней подвеске была изменена геометрия, оптимизировано размещение стабилизатора и используются специально для этой модели спроектированные амортизаторы. Верхняя опора стойки сделана так, что разделяет усилие от пружины и амортизатора. Усилие от пружины непосредственно передаётся на кузов, разгружая резиновую опору амортизатора, что позволяет точнее настроить баланс ездового комфорта и точности управления. Помимо этого, новая конструкция подвески на четверть снизила передаваемый от дороги шум.
В задней подвеске также используются специальные амортизаторы, верхние опоры которых расположены ниже, освобождая дополнительное место в багажнике. Переработанные втулки рычагов обеспечивают автомобилю нейтральную управляемость с тенденцией к недостаточной, что в целом повышает точность управления.
Специальная система (Pitch and Bounce Control) противодействовала неприятной раскачке автомобиля при движении по пологим неровностям. По сигналам с блока управления гибридной силовой установкой, на основании информации с датчиков вращения колёс, электромотор создавал небольшой крутящий момент в направлении противоположном раскачке, гася колебания.
Реечное было оборудовано электроусилителем, меняющим свои характеристики в зависимости от скорости движения автомобиля.
Автомобиль стандартно оборудовался 16-дюймовыми алюминиевыми колёсами, 17-дюймовые литые колёса можно было заказать отдельно.

## Оценка
Журналисты американского автомобильного издания Motor Trend сравнили Prius v и Ford C-Max SEL Hybrid. Что же лучше, вроде бы Ford, по всем статьям, делают вывод они. И когда знакомый попросил совета по приобретению гибрида для его семьи, автор статьи рекомендовал им Ford. Он быстрее, тише, лучше едет. И что же приятель? Он выбрал Prius, потому что главное для него — экономия топлива.
| Некоторые результаты измерений            | Некоторые результаты измерений    | Некоторые результаты измерений    |
| ----------------------------------------- | --------------------------------- | --------------------------------- |
|                                           | 2013 Ford C-Max SEL Hybrid        | 2012 Toyota Prius V               |
| Время разгона 0—60 миль/час (0—96,5 км/ч) | 8,1 с                             | 10,1 с                            |
| Стандартная ¼ мили (400 м) с места        | 16,2 с — 88,3 миль/час (142 км/ч) | 17,5 с — 78,8 мили/час (127 км/ч) |
| Тормозной путь с 60 миль/час (96,5 км/ч)  | 129 фута (39 м)                   | 121 фут (37 м)                    |
| Средний расход топлива                    | 37,3 мили/галлон (6,30 л/100 км)  | 39,4 мили/галлон (5,69 л/100 км)  |